# Marquês de Winchester
O título Marquês de Winchester foi criado em 1551 no Pariato da Inglaterra, fazendo dele o mais antigo marquesado inglês (e britânico) ainda em existência. O Marquês de Winchester é, incidentalmente, o único Marquês no Pariato da Inglaterra sem um título superior; todos os outros marqueses daquele pariato são também duques.
Os títulos subsidiários são: Conde de Wiltshire (criado em 1550) e Barão St John (1539). O título Conde de Wiltshire é usado como um título de cortesia pelo filho mais velho e herdeiro do Marquês de Winchester, enquanto que Barão St John é usado pelo filho mais velho do herdeiro do marquês, isto é, seu neto.
O original proprietário dos três títulos foi Sir William Paulet, um político que detinha o ofício de Lord Treasurer da Inglaterra. Seu descendente, o sexto marquês, foi titulado Duque de Bolton em 1689. No entanto, com a morte do sexto duque, não sobrou nenhum descendente do primeiro duque, e o título Duque de Bolton tornou-se extinto. O título Marquês de Winchester, entretanto, foi herdado por um membro de outro ramo da família Paulet. O sobrenome dos últimos Duques de Bolton é usualmente soletrado "Powlett" ao invés de Paulet.
Houve quatro Condes de Winchester medievais. O primeiro foi Saer de Quincy, que recebeu o condado em 1207/8 depois que sua esposa herdou metade das terras dos condes de Leicester. O título foi extinto em 1265 com a morte do filho de Saer, Roger de Quincy, que não tinha herdeiros homens.
Em 1322, Eduardo II da Inglaterra titulou Hugh le Despenser como Conde de Winchester. Novamente, o título foi extinto, devido à execução de le Despenser em 1326.
Durante seu exílio entre 1470 e 1471, Eduardo IV da Inglaterra foi recepcionado por um nobre flamingo, Louis de Bruges. Com o retorno de Eduardo, Louis foi compensado com o condado de Winchester. Porém, ele resignou-o em 1500, devolvendo-o à coroa.
Nos tempos medievais, condados (propriedades dos condes) eram intimamente associados as divisões administrativas da Inglaterra (também chamadas condados), e os condes de Winchester eram às vezes referidos como Condes de Southampton, visto que Winchester é a capital de Hampshire, que era naqueles tempos conhecido por Southamptonshire).

## Condes de Winchester, primeira criação (1207/8)
- Saer de Quincy, 1° Conde de Winchester (m. 1219)
- Roger de Quincy, 2° Conde de Winchester (m. 1265)

## Condes de Winchester, segunda criação (1322)
- Hugh le Despenser, Conde de Winchester (m. 1326), executado.

## Condes de Winchester, terceira criação (1471/5)
- Louis de Bruges, Conde de Winchester (resignou em 1500)

## Marqueses de Winchester
- William Paulet, 1.° Marquês de Winchester (m. 1572)
  -  John Paulet, 2.° Marquês de Winchester (c. 1517-1576)
    -  William Paulet, 3° Marquês de Winchester (c. 1535-1598)
      -  William Paulet, 4.° Marquês de Winchester (c. 1560-1628)
        -  John Paulet, 5.° Marquês de Winchester (c. 1598-1674)
          -  Charles Paulet, 1.° Duque de Bolton, 6.° Marquês de Winchester (m. 1699) - tornou-se duque em 1689.
            -  Charles Paulet, 2.° Duque de Bolton, 7.° Marquês de Winchester (1661-1722)
              -  Charles Powlett, 3.° Duque de Bolton, 8.° Marquês de Winchester (1685-1754)
              -  Harry Powlett, 4.° Duque de Bolton, 9.° Marquês de Winchester (1691-1759)
                -  Charles Powlett, 5.° Duque de Bolton, 10.° Marquês de Winchester (m. 1765)
                -  Harry Powlett, 6.° Duque de Bolton, 11.° Marquês de Winchester (1720-1794) - ducado extinto.

          - Henrique Paulet (m. 1672)
            - Francisco Paulet (1645 –1695/1696)
              - Norton Paulet (c.1679-1741)
                -  George Paulet, 12.° Marquês de Winchester (1722-1800)
                  -  Charles Ingoldsby Paulet, 13.° Marquês de Winchester (1765-1843)
                    -  John Paulet, 14.° Marquês de Winchester (1801-1887)
                      -  Augustus John Henry Beaumont Paulet, 15.° Marquês de Winchester (1858-1899)
                      -  Henry William Montague Paulet, 16.° Marquês de Winchester (1862-1962)

                    - Lord Charles Paulet (1802-1870)
                      - Charles William Paulet (1832-1897)
                        - Charles Standish Paulet (1873–1953)
                          -  Richard Charles Paulet, 17.° Marquês de Winchester (1905-1968)

                        - Cecil Henry Paulet (1875–1916)
                          - George Cecil Paulet (1905–1961)
                            -  Nigel George Paulet, 18.° Marquês de Winchester (n. 1941)
                              -  Christopher John Hilton Paulet, 19.° Marquês de Winchester (n. 1969)

### Linha de sucessão
- Charles Paulet, 13th Marquess of Winchester  (1764–1843)
  - Rev. Lord Charles Paulet (1802–1870)
    - Charles William Paulet (1832–1897)
      -  Cecil Henry Paulet (1875–1916)
        - George Cecil Paulet (1905–1961)
          -  Nigel Paulet, 18th Marquess of Winchester (1941–2016)
            - Christopher Paulet, 19th Marquess of Winchester (b. 1969)
              - (1). Michael Paulet, Conde de Wiltshire (b. 1999)

            - (2).Lord Richard George Paulet (b. 1971)

          - (3).Timothy Guy Paulet (b. 1944)
            - (4).  Timothy Guy Paulet (b. 1975)
            - (5). Michael Raoul Paulet (b. 1976)